# Carl von Dieskau (Kriegskommissar)
Carl von Dieskau, zeitgenössisch meist von Dießkau oder Dießkaw, (* 1601 oder 1596 in Knauthain; † 11. Oktober 1667 in Zschepplin) war ein kursächsischer Kriegskommissar und Rittergutsbesitzer. Er besaß die Rittergüter Zschepplin, Knauthain, Kleinzschocher, Lochau, Trebsen und Gruna (Laußig).

## Leben
Carl stammte aus der Linie Knauthain der sächsischen Adelsfamilie von Dieskau. Er studierte ab 1609 an der Universität Leipzig bei Christian Lange und später an der Universität Jena bei Theodor Moestel. Nach einigen Jahren an der Universität Bourges und Tätigkeit in der königlichen Garde in Paris kehrte Carl von Dieskau in die Heimat zurück, um das elterliche Rittergut Knauthain ab 1626 zu übernehmen.
Im Jahre 1633 wurde Carl von Dieskau zum Kriegskommissar des Kurfürsten Johann Georg I. von Sachsen im Leipziger Kreis ernannt. Als solcher sah er sich gezwungen, vor den im Dreißigjährigen Krieg in Sachsen plündernden Schweden aus dem flachen Land in die Stadt Leipzig zu fliehen. Dennoch geriet er 1642 in Gefangenschaft und konnte erst gegen Ende des Krieges wieder nach Knauthain zurückkehren.
Er war als Der Wendende Mitglied der Fruchtbringenden Gesellschaft.
Am 20. Juli 1664 konstituierte er ein Lehnsquantum für seine Familie und seine sechs hinterlassenen Söhne. Drei Jahre später starb er und seine Söhne teilten sich in die väterlichen Güter durch Erbvergleich vom 10. November 1675 wie folgt: Otto übernahm Kleinzschocher, Hans Trebsen, Heinrich Knauthain, Carl Lochau, Geißler Zschepplin und Gebhard Gruna.